# Ein ganz gewöhnlicher Dieb – Ordinary Decent Criminal
Ein ganz gewöhnlicher Dieb – Ordinary Decent Criminal (Ordinary Decent Criminal) ist eine US-amerikanisch-britisch-irisch-deutsche Krimikomödie von Thaddeus O’Sullivan aus dem Jahr 2000.

## Handlung
Michael Lynch ist der Anführer einer in Dublin operierenden Bande. Seine Überfälle und Raubzüge sind stets minutiös durchdacht und hinterlassen der Polizei kaum verwertbare Spuren, die ihn mit dem Verbrechen in Verbindung bringen könnten. Teilweise dienen Beamte sogar als Augenzeugen für seine Alibis, da sie während der Tatausführung einen Doppelgänger von Lynch observieren. Am Anfang des Films sieht sich Lynch jedoch mit einem Gerichtsprozess konfrontiert, der ihn aber nur bedingt von weiteren Überfällen abhält. So raubt er in einer Bank Geld, das er kurz darauf als Kaution für das Gerichtsverfahren einsetzt, und überfällt ein Sozialamt, in dem er kurz zuvor noch als Bedürftiger seine regelmäßige staatliche Stütze abholte. Das Gerichtsverfahren endet schließlich mit einem Freispruch, unter anderen auf Grund einer Drohung gegen den vorsitzenden Richter.
Lynch ist mit Christine verheiratet, er hält jedoch auch eine Beziehung mit Christines Schwester Lisa aufrecht. Diese Beziehungen und sein gestörtes Verhältnis zu den Behörden gehen auf seine Zeit als Hausbesetzer zurück. Als damals allen Mietern des Wohnhauses, in dem auch er wohnhaft war, gekündigt und ihre Wohnungen zwangsgeräumt wurden, verbarrikadierten er und die beiden Frauen sich und gaben ihren Widerstand erst auf, als der Oberbürgermeister ihnen auf Knien zwei Häuser auf Lebenszeit als Entschädigung anbot. Seine Überfälle und Medienauftritte dienen deshalb auch der Verspottung der Behörden und Ermittler. Zu denen gehört Noel Quigley, der sich intensiv bemüht, Lynch zu überführen.
Sein nächster großer Coup ist der Raub einer größeren Menge Gold aus einem Depot. Während dieser wie geplant ohne Zwischenfälle abläuft, kommt es beim Schmuggeln des Golds zu einem Hehler auf Grund eines Unfalls zum Totalverlust. Die ursprüngliche Absicht, dieses Gold zu stehlen, stammte einst von der IRA. Diese führte den Raub aber nie durch, da sie ihn, wie Lynch spöttisch feststellt, für zu riskant hielten. Nun aber verlangt diese ihren Anteil, nachdem Billy Lynch, Michael Lynchs Bruder, ihnen davon erzählte. Michael Lynch geht jedoch nicht auf diese Erpressung ein. Stattdessen verstößt er seinen verräterischen Bruder und überlegt sich ein möglichst medienwirksames Verbrechen, wodurch die IRA von den Titelblättern verschwinden würde.
Zu dem Zeitpunkt wird er durch seine Frau Christine auf das Gemälde Gefangennahme Christi des italienischen Malers Caravaggio aufmerksam gemacht. Der Raub gelingt problemlos, und auch das erhoffte Medienecho lässt nicht lange auf sich warten. Der Verkauf des berühmten Gemäldes stellt sich, wie bei Kunstraub üblich, als schwierig heraus. Zudem wird der kontaktierte Hehler als Polizei-Spitzel enttarnt. Die nun einsetzende Dauerüberwachung jedes einzelnen Mitglieds der Bande durch die Polizei scheint es unmöglich zu machen, sowohl das Beweisstück als auch die Polizei loszuwerden. Da beschließt Lynch im Alleingang, das Gemälde gegen eine originalgetreue Kopie in einer Kirche auszutauschen. Das beendet jedoch nicht die Observierung, weshalb seine Bandenmitglieder zu keinem Raubzug mehr kommen und ihnen das Geld ausgeht.
In ihrer Verzweiflung wollen sie auf einen Handel mit der IRA eingehen, die ihnen mit 100.000 Pfund nur einen Bruchteil der geschätzten 30 Millionen bietet. Die IRA ist allerdings nicht an dem Bild interessiert, sondern will Lynchs Bande in eine Falle locken und von der Polizei verhaften lassen, um wieder die ungeteilte Aufmerksamkeit der Presse zu erlangen. Lynch ahnt die Falle und bekommt heraus, dass die IRA zeitgleich einen Banküberfall plant, während nahezu sämtliche Polizeieinheiten der Stadt hinter Lynchs Bande und dem falschen Gemälde her sind. Beim großen Showdown werden die Bandenmitglieder, die Lynch verraten, von der Polizei erschossen, wobei auch die Kopie des Gemäldes zerstört wird.
Lynch hingegen stört zusammen mit seinem letzten treuen Gefährten Tony den Banküberfall der IRA, nimmt ihnen das Geld ab und lässt sie verhaften. Zuletzt verbleiben nur noch er und der Chef der IRA-Gruppe in der Bank zurück, welchem Lynch die Maske abnimmt und Jerome Higgins erkennt. Jerome, der Initiator des Banküberfalls, hat eine gewisse Ähnlichkeit mit Lynch. Dieser erkennt seine Chance, doch noch frei aus der ganzen Sache herauszukommen, und schickt Jerome an seiner Stelle hinaus. Dabei provoziert er die Polizisten zu einem Schusswechsel, bei dem Jerome bis zur Unkenntlichkeit von den Kugeln durchsiebt wird.
Bei der Identifizierung erkennen Lynchs Frau und ihre Schwester den Schwindel, lassen sich aber nichts anmerken. So wird der IRA-Mann Jerome Higgins als Michael Lynch begraben, während dieser auf seinem Motorrad durchs Land reist und sowohl Verwandte als auch seinen ehemaligen Rivalen Quigley bei der Polizei mit Postkarten erfreut.

## Hintergrund
Der Film wurde in Dublin gedreht. Die Dreharbeiten begannen am 29. September 1998 und endeten November 1998. Der Film feierte seine Weltpremiere am 7. Januar 2000 in Irland. Im Vereinigten Königreich war er ab dem 17. März 2000 zu sehen. Er wurde in Großbritannien in 128 Kinos vorgeführt, in denen er am Eröffnungswochenende gut 80.000 Pfund Sterling einspielte. In den Kinos in Deutschland lief der Film am 4. Mai 2000 an. In der Schweiz fiel der Kinostart auf den 6. Juli 2000. In den USA wurde der Film am 21. Januar 2003 auf DVD veröffentlicht. In Deutschland wurde der Film am 12. Juli 2004 von Alive mit einer FKS-16-Freigabe veröffentlicht.

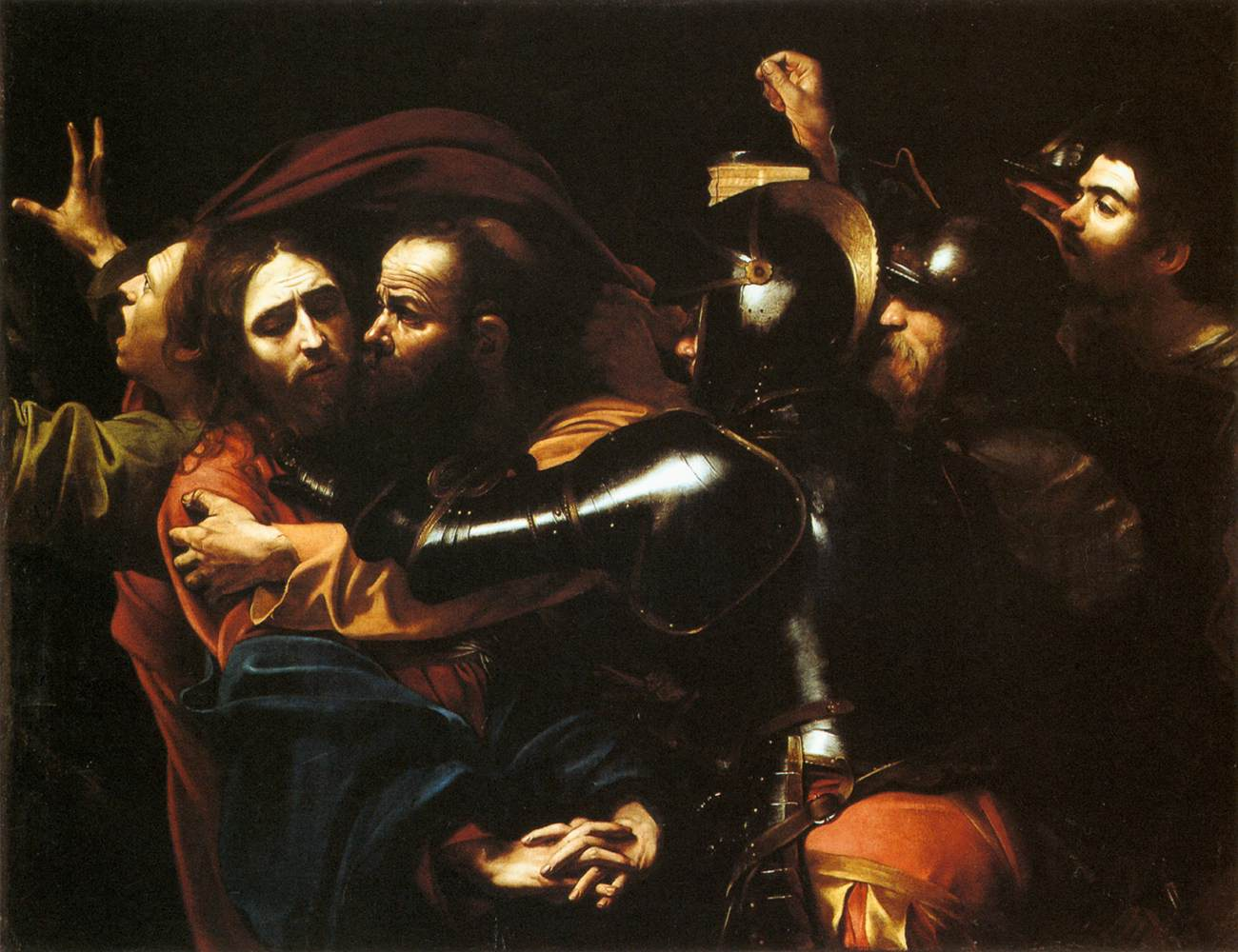
Gefangennahme Christi, 1602. National Gallery of Ireland, Dublin.

Die Geschichte, die Christin und Michael von Grogan über die Entdeckung des Bildes „Gefangennahme Christi“ von Caravaggio erfahren, ist wahr. Tatsächlich wurde das Bild zufällig bei einer Reinigung entdeckt. Derzeit ist es in der National Gallery of Ireland zu sehen. Als Anspielung auf den Titel des Bildes stiehlt Michael Lynch im Film ein Bild, auf dem Jesus von Judas geküsst wird. Zudem trägt die Ausstellung, die im Film überfallen wird, den Titel „The Taking of Christ“.
Ursprünglich sollte sich der Film eng am Leben von Martin Cahill, einem Gangster aus Dublin, orientieren. Nachdem bekannt wurde, dass John Boorman unter dem Titel Der General bereits einen Film über ihn drehte, wurde das Drehbuch des Films umgeschrieben. Zwischen beiden Filmen sind dennoch einige Parallelen im Drehbuch verblieben. So ist in beiden Filmen eine ähnliche Szene zu sehen, in der ein Gangmitglied gefoltert wird, weil angenommen wird, dass es gemeinsam ergaunerte Beute unterschlagen habe. Ebenso enthalten beide Filme eine Szene, die einen Überfall auf eine Ausstellung zeigt, bei der mehrere Bilder entwendet werden. Schließlich handelt es sich bei den beiden Frauen der Hauptrollen in beiden Film um Schwestern.
Colin Farrell und Vincent Regan waren 2004 gemeinsam im Film Alexander zu sehen.

## Synchronisation
| Darsteller      | Sprecher           | Rolle         |
| --------------- | ------------------ | ------------- |
| Colin Farrell   | Dietmar Wunder     | Alec          |
| Herbert Knaup   | Herbert Knaup      | De Heer       |
| Stephen Dillane | Hans-Georg Panczak | Noel Quigley  |
| Christoph Waltz | Christoph Waltz    | Peter         |
| David Hayman    | Roland Hemmo       | Tony Brady    |
| Kevin Spacey    | Reinhard Kuhnert   | Michael Lynch |
| Peter Mullan    | Torsten Michaelis  | Stevie        |

## Rezeption
Das Lexikon des internationalen Films schrieb, der Film sei eine „freie, mythenhafte Nacherzählung der Lebensgeschichte des irischen Gangsters Martin Cahill“, der im Film als Michael Lynch auftrete. Anders als im Film Der General von John Boorman würde „die Biografie zugunsten der überlebensgroßen Stilisierung des Helden vernachlässigt“, was „die Beziehungen der Personen untereinander in Mitleidenschaft“ ziehe. Es bleibe eine „teilweise amüsante Nummernrevue, die den Darstellern aber zu wenig abverlangt, um überzeugen zu können“.
Die Londoner Zeitschrift TimeOut schrieb, die dritte Verfilmung der Lebensgeschichte des irischen Gangsters Martin Cahill komme „verspätet“ und sei „überflüssig“. Sie wirke zum Teil cartoonhaft, zum Teil wie eine „Schmierenkomödie“. Kevin Spacey sei „lächerlich“ fehlbesetzt.